# Орзега (река)
Орзега — река в России, протекает по Прионежскому району Карелии. Длина реки составляет 15 км. Площадь водосборного бассейна — 46,1 км².
Система водного объекта: Онежское озеро → Свирь → Ладожское озеро → Нева → Балтийское море.

## Общие сведения
Исток — болота в выше озера Орзегского. Протекает через Орзегу, пересекает железную дорогу Санкт-Петербург — Мурманск. По берегам реки Орзеги расположены садовые товарищества.
Впадает в Деревянскую бухту Онежского озера.
Река слабо разветвленная, местами быстрая и порожистая, падение составляет 110.5 м. Протекает по лесистой заболоченной местности.
На нижнем участке имеет порогово-перекатные участки с галечно-валунным грунтом.
Ширина русла в среднем 6-7 м, местами 12 м, скорость течения — 0.30.9 м/с, средняя ширина водосбора составляет 4 км², средняя высота — 157 м. Глубина — 0,2-0,4 м, реже 0,5-0,7 м. Средний годовой расход воды от 0.015 до 1.70 м³/с.
Населена кумжей, усатым гольцом, гольяном, подкаменщиком, в меньшем количестве имеется обыкновенный хариус.
.
С 15 августа по 15 ноября каждого года рыболовство на реке запрещено для сохранения нерестом водных биологических ресурсов
Во время Великой Отечественной войны по устью Орзеги в сентябре 1941 г. проходила оборона г. Петрозаводска от финских войск
Река подвержена влиянию хозяйственной деятельности человека, в ней содержится в водах большое количество органических, биогенных и минеральных веществ.
Название происходит от по-вепсского Озра-йоги — «Ячменная река».

## Данные водного реестра
По данным государственного водного реестра России относится к Балтийскому бассейновому округу,
водохозяйственный участок реки — бассейн Онежского озера без рек Шуя, Суна, Водла и Вытегра, речной подбассейн реки — Свирь (включая реки бассейна
Онежского озера). Относится к речному бассейну реки Нева (включая бассейны рек Онежского и Ладожского озера).
Код объекта в государственном водном реестре — 01040100612102000013941.